# Second Emsav

Le second Emsav est une période du mouvement breton allant de la fin de la Première Guerre mondiale à la fin de la Seconde Guerre mondiale. Il est marqué par l'apparition du nationalisme breton et du fédéralisme breton en politique.

## Histoire
La Première Guerre mondiale est une véritable coupure. La Bretagne, comme le reste de la France, est saignée à blanc. Plus de la moitié des hommes bretons entre 20 et 40 ans sont morts, l'impression d'avoir été systématiquement en première ligne est très vive et ravive la victimisation.
Le régionalisme (qui prétend unir la petite et la grande patrie), conservateur, obtient de succès publics (organisation de fêtes bretonnes officielles, revues centralisant les actualités des organisations bretonnes), campagnes de presse contre le refus d'introduire le breton dans l'enseignement, mais ne démontre pas sa capacité à influer sur le politique.

### Développement de la littérature de langue bretonne
- Elle s’investit notamment dans le domaine de la langue et le chef de file de l'action pour le breton est Roparz Hemon, et son journal de référence Gwalarn, fondé en 1925 avec Olier Mordrel. (Jakez Riou, Youenn Drezen…).

La littérature bretonne s'ouvre au monde entier par de nombreuses traductions, rénovation et élargissement des thèmes littéraires : création d’une véritable littérature moderne en langue bretonne. La langue bretonne est rénovée et actualisée par la rédaction de nombreux dictionnaires et grammaires.
- Elle met l'accent sur l'importance de l'Art, comme levier de libération des individus, notamment en soutenant les Seiz Breur qui regroupent plusieurs dizaines d'artistes, artisans d'art, créateurs qui veulent donner un nouveau souffle à la création artistique en Bretagne.

### Politique: nationalistes contre fédéralistes
En 1918 est créée l'Union de la jeunesse bretonne (Unvaniez Yaouankiz Breiz) qui se regroupe autour du journal Breiz Atao en 1919 organe du groupe régionaliste breton, autour de Maurice Marchal. Ce groupe se caractérise par la volonté de rompre avec l'idée régionaliste qu'elle considère comme trop inféodée au système politique français.
Une partie des membres de ce groupe évolue vers le pacifisme, l'internationalisme, le progressisme de gauche, le fédéralisme social, "l'autonomisme rouge" avec la création de la Ligue fédéraliste de Bretagne (LFB), et l'éphémère Parti national révolutionnaire breton (PNRB). Dans cette mouvance se situe Ar Falz, créé en 1933, représentée par Yann Sohier, soutenue par Marcel Cachin et marquée par le communisme. Elle comprend aussi des personnes proches de la gauche, comme Charles Brunellière ou Yves Le Febvre, ou encore l'anarchiste Émile Masson, et prône le fédéralisme comme Maurice Duhamel. En 1938, Erwan ar Moal, dit Dirnador condamne le fascisme et le national-socialisme dans un article qui paraît dans Breiz. Il compare ces idéologies à une peste.
Une autre partie (le parti national breton, créé en 1932) tend à basculer vers l'idéologie national-socialiste, espérant qu'une Allemagne éventuellement victorieuse en Europe permette l'indépendance d'envers la France. Ils parviennent cependant à poursuivre leur action sur la scène bretonne (à l'instar de la République irlandaise) (François Debeauvais, Olier Mordrel). Plusieurs actes terroristes liés à cette tendance sont effectués par l'organisation Gwenn ha Du de Célestin Lainé, à partir de 1932, les deux plus spectaculaires ont été commis en 1932 quand les autorités célébraient le quatrième centenaire du rattachement de la Bretagne à la France en 1532.
À partir de 1939, la plupart des organisations bretonnes, minées par les divergences entre les engagements de leurs membres éclatent voire le plus souvent disparaissent. Le gouvernement prend des mesures d'interdiction contre le parti nationaliste breton et son journal Breiz Atao au motif que les chefs, Debauvais et Mordrel, ont pris des contacts avec le gouvernement nazi. Ces décisions sont approuvées par les milieux régionalistes comme l'influent Grand Druide de Bretagne, François Jaffrennou, dans sa revue culturelle bretonne An Oaled-Le Foyer breton, car il estime que les Bretons doivent être Français devant l'étranger.

## Chronologie
- 1919 : Le premier cercle celtique est créé à Paris avec pour président, Joseph Jacob. Il couvrira progressivement tous les aspects de la culture bretonne (chant, danse, musique, cours de langue, théâtre…) et d'autres cercles celtiques sont créés à Nantes, Guingamp, Rennes, Quimperlé, etc. En parallèle, à Paris, un groupe de danseurs, Korollerien Breiz (Les danseurs de Bretagne) remporte beaucoup de succès, ouvrant la voie aux cercles celtiques, deuxième manière, qui seront centrés sur la danse bretonne après 1945
- 1919 : Une pétition pour le droit des langues et la liberté des peuples, initiée par 124 associations emmenées par l'Union régionaliste bretonne et réclamant une régionalisation, recueille 360 000 signatures.
- 1921 : Fondation à Rennes par Henri Quilgars du Comité de défense des intérêts bretons et de son journal La Bretagne intégrale. Il écrit un ouvrage : Le Sentiment breton-la puissance bretonne.C'est dans l'entre-deux-guerres que le drapeau de la Bretagne est créé par Morvan Marchal.

C'est dans l'entre-deux-guerres que le drapeau de la Bretagne est créé par Morvan Marchal.

- 1923 : Le drapeau breton moderne, nommé Gwenn ha Du (blanc et noir), est créé par le militant fédéraliste Morvan Marchal. Il est hissé devant le pavillon de la Bretagne à l'exposition des Arts décoratifs à Paris en 1925
- 1925 : Le groupe d'artistes bretons, Les Seiz Breur, présente des salles meublées et décorées dans le pavillon de la Bretagne à l'exposition des Arts décoratifs à Paris en 1925. C'est, lors de l'inauguration du pavillon que le ministre de l'Instruction publique, Pierre-Armand de Monzie, déclare : "Pour l'unité linguistique de la France, la langue bretonne doit disparaître".
- 1928 : l'Union de la jeunesse bretonne devient le Parti autonomiste breton. Création du parti Adsao en 1928 avec l'abbé Madec et Pierre Mocaër (conseiller général d'Ouessant), parti catholique régionaliste.
- 1931 : Dislocation du Parti autonomiste breton, éditeur du journal Breiz Atao, au congrès de Rennes en plusieurs tendances. L'une d'entre elles crée le Parti national breton qui, sous la conduite d'Olivier Mordrel, François Debauvais et Célestin Lainé, glisse à l'extrême-droite et applaudit à la victoire du parti nazi en Allemagne (1933).
- 1932 : Destruction par explosifs d'une statue à Rennes et arrêt forcé du train du président de la République en route pour Nantes et venu pour les fêtes du rattachement de la Bretagne. La police ne réussit pas à arrêter les coupables. L'Humanité, journal du parti communiste français, prend parti pour les autonomistes.
- 1933 : Vœux adopté par les cinq conseils généraux, à l'initiative de la Fédération régionaliste de Bretagne, pour demander l'introduction du breton à l'école
- 1933 : Fondation du mouvement culturel « Ar Falz » par Yann Sohier, sympathisant communiste, pour inciter les instituteurs publics à l'enseignement de la langue bretonne.
- 1934 : 346 communes bretonnes, soit la moitié des communes de basse-Bretagne, adoptent le vœu Ar Brezoneg er Skol (le breton à l'école), une organisation animée par le jeune fonctionnaire Yann Fouéré, en faveur de l'enseignement du breton.
- 1939 : Les Fêtes interceltiques de Vannes, ordonnancées par François Jaffrennou et le Gorsedd de Bretagne sont placées sous le patronage des autorités de l'État et connaissent un grand succès.

### La Seconde Guerre mondiale
Durant la Seconde Guerre mondiale, l'ensemble du mouvement politique nationaliste promeut la collaboration avec l'Allemagne nazie et/ou avec le régime de Vichy. Selon Jean-Jacques Monnier, de nombreux individus qu'il désigne comme « militants culturels bretons » choisissent la Résistance à l'occupant allemand. Georges Cadiou estime pour sa part que le mouvement breton s'est « fourvoyé très majoritairement » dans la collaboration avec l'occupant, à l'exception des quelques cas individuels.
Certains dirigeants nazis avaient caressé l'idée d'un démembrement de la France et une Bretagne sous protectorat allemand paraissait une option. Finalement, la collaboration que propose le gouvernement de Pétain rend l'idée obsolète et, en septembre 1940, le général Carl-Heinrich von Stülpnagel, commandant les troupes d'occupation en France, précise la position finale : soutien à la culture et à la langue bretonnes, refus du soutien aux indépendantiste bretons.
En conséquence, les deux dirigeants, les plus ouvertement pro-nazis et anti-français, sont écartés : le « chef », Olivier Mordrel, avait chassé Debauvais, avant d'être « démissionné » du Parti national breton, qui reste autorisé, et ils sont remplacés en décembre 1940 par les frères, Raymond et Yves Delaporte partisans de l'entente avec Vichy.
En fait, le PNB est contraint de se limiter à une agitation propagandiste, et opportuniste, car les occupants et le gouvernement veillent à le tenir en lisière. Il cherche à exploiter les rancœurs de la population touchée par les insuffisances du ravitaillement et par les destructions massives d'habitations par les bombardements des Alliés. Les quelques défilés qu'il organise, par exemple à Brest, sont d'autant plus mal vus qu'ils sont autorisés par les occupants.
Un quotidien, La Bretagne, sous la responsabilité éditoriale de Yann Fouéré et couvrant les cinq départements bretons, paraît jusqu'en 1944 et Radio-Rennes subventionnée, comme toutes les autres, par les nazis émet, quelques heures par semaine, en breton, mais en dehors de la zone brittophone, jusqu'en juin 1944. Une ébauche de région Bretagne, amputée de la Loire-Inférieure, est créée et l'enseignement de l'histoire et de la langue bretonnes sont autorisées pendant l'Occupation par le Maréchal Pétain. Toutes ces mesures sont abrogées dès la Libération.
Les comportements des uns et des autres sont l'objet d'une amnésie sélective de guerre qui nourrit toujours des polémiques plus de soixante ans après : « En réalité, à la Libération, au sein du mouvement breton, on minimise la collaboration, on crée le mythe de l'épuration sauvage ».
Selon Jean-Jacques Monnier, plus de 300 militants des mouvements culturels, linguistiques, politiques régionalistes ou nationalistes bretons se sont engagés au sein de la résistance armée au nazisme, de manière groupée (groupes créés à leur initiative ou réseaux de la résistance classique) ou isolée, mais aussi en se consacrant à la cache de Juifs, d'aviateurs, de réfractaires au STO; plusieurs furent déportés ou fusillés par les Allemands.

### L'Emsavà l'issue du second conflit mondial
Près de 2 000 militants bretons sont arrêtés et « Internés administratifs ». Parmi les dirigeants d'organisations pro-nazies, la plupart seront condamnés à la Libération. Un certain nombre d'entre eux réussiront à échapper à la Justice et à gagner l'Irlande grâce à la filière de faux passeports montée par Yann Fouéré. Quelques autres sympathisants sont relâchés au bout de quelques semaines, aucune charge n'ayant été retenue contre eux . Les militants du PNB sont avant tout poursuivis pour avoir collaboré avec les autorités nazies (chef principal d'accusation : intelligence avec l'ennemi). D'ailleurs peu d'entre eux seront inquiétés :

« Environ 15 à 16 % des membres du PNB ont été traduits devant les tribunaux, rares sont les sympathisants à avoir été jugés. Ce qui fait de l'Épuration un épiphénomène dont la réalité est très éloignée de l'image mythique d'une répression massive, entretenue par la mémoire traumatisée des nationalistes bretons. »

Le soutien à l'Allemagne nazie des nationalistes bretons du PNB a clairement nui à l'idée d'un projet autonomiste breton. Certains auteurs vont plus loin et avancent que ce soutien aurait nui à la culture et à la langue bretonnes, au moment même où les premières mesures gouvernementales en faveur des langues régionales étaient initiées :

« Cette culture de la haine de l’étranger et du mépris du peuple qui habitait les nationalistes les a conduits à faire déconsidérer pour longtemps l’intérêt pour la langue et la culture bretonnes dans la région, voire à permettre aux bretonnants de justifier l’abandon du parler breton. Pourtant, dès décembre 1946, à l’initiative des pouvoirs publics, Pierre-Jakez Hélias lançait un nouveau programme d’émissions radiophoniques en langue bretonne sur Radio Quimerc’h. »